# 溴化四吡啶合镍(II)
溴化四吡啶合镍(II)是一种配位化合物，化学式为[Ni(C5H5N)4]Br2，它和相应的钴配合物同构。它可由溴化镍和吡啶在乙醇中反应得到。它在140 °C开始分解，失去吡啶配体。
[Ni(C5H5N)6]Br2是已知的，它只在吡啶气氛中稳定，用乙醇洗涤时失去两个吡啶分子。